# ناحیه ورنن سنتر، شهرستان بلو ارث، مینه‌سوتا
ناحیه ورنن سنتر، شهرستان بلو ارث، مینه‌سوتا (به انگلیسی: Vernon Center Township, Blue Earth County, Minnesota) یک سکونتگاه مسکونی در ایالات متحده آمریکا است که در شهرستان بلو ارث، مینه‌سوتا واقع شده‌است.

## خصوصیات
ناحیه ورنن سنتر ۹۲٫۰ کیلومترمربع مساحت و ۳۰۱ نفر جمعیت دارد و ۳۱۱ متر بالاتر از سطح دریا واقع شده‌است.